# Cantón de Lubersac
El cantón de Lubersac era una división administrativa francesa, que estaba situada en el departamento de Corrèze y la región de Limusín.

## Composición
El cantón estaba formado por doce comunas:
- Arnac-Pompadour
- Benayes
- Beyssac
- Beyssenac
- Lubersac
- Montgibaud
- Saint-Éloy-les-Tuileries
- Saint-Julien-le-Vendômois
- Saint-Martin-Sepert
- Saint-Pardoux-Corbier
- Saint-Sornin-Lavolps
- Ségur-le-Château

## Supresión del cantón de Lubersac
En aplicación del Decreto n.º 2014-228 de 24 de febrero de 2014, el cantón de Lubersac fue suprimido el 22 de marzo de 2015 y sus 12 comunas pasaron a formar parte del nuevo cantón de Uzerche.